# Yonggu (sockenhuvudort i Kina, Shanxi Sheng, lat 35,72, long 111,36)
Yonggu är en sockenhuvudort i Kina. Den ligger i provinsen Shanxi, i den norra delen av landet, omkring 260 kilometer sydväst om provinshuvudstaden Taiyuan. Antalet invånare är 15 015. Befolkningen består av 7 425 kvinnor och 7 590 män. Barn under 15 år utgör 22,0 %, vuxna 15-64 år 66 %, och äldre över 65 år 11,0 %.
Runt Yonggu är det tätbefolkat, med 297 invånare per kvadratkilometer. Närmaste större samhälle är Fencheng, 13,4 km nordväst om Yonggu. Trakten runt Yonggu består till största delen av jordbruksmark.
Genomsnittlig årsnederbörd är 635 millimeter. Den regnigaste månaden är juli, med i genomsnitt 164 mm nederbörd, och den torraste är december, med 3 mm nederbörd.